# Ucayali (folyó)
Az Ucayali Peru egyik legjelentősebb folyója.

## Leírás
Az Ucayali két másik folyó, a Tambo és az Urubamba összefolyásából keletkezik az Andoktól keletre, Ucayali megye területén, közel Junín megye határához, Atalaya településnél. Fő folyásirányát tekintve ezután végig északra folyik, kezdetben kissé északnyugatra, a vége felé kissé északkeletre, és közben rendkívül kanyargós utat jár be, mialatt körülbelül 1500 km utat tesz meg. Végül a Marañónnal összefolyva egy nagyobb folyót alkot: legtöbben úgy tekintik, hogy e két folyóból alakul ki az Amazonas. Az Ucayali egy rövid szakaszon érinti Huánuco megyét is, a torkolat előtt pedig Loreto megyében folyik. A legnagyobb város a folyó mentén Pucallpa, mellette található a Yarinacocha-tó nevű lefűződött holtág is.
Vízállása szeptembertől márciusig a legnagyobb. Nyáron, amikor alacsonyabb, a partmenti települések könnyen megközelíthetőek csónakokkal, hajókkal: a turisztikai szezon is erre az időszakra esik.
Több endémikus halfaj is él az Ucayaliban, valamint megtalálható itt az óriásvidra, a dél-amerikai manátusz és folyamidelfinek is.

## Története
A folyó térségében már i. e. 2000 környékén letelepedtek az indián törzsek, akik a következő évezredekben fontos erőforrásként használták azt. A spanyol hódítás után San Miguel folyónak nevezték el, később több nevet is használtak rá: Ucayare, Poro, Apu-Poro, Cocama, Río de Cuzco valamint Ucayali. Európai részről az első komolyabb felfedezőutat 1806-ban tette meg egy Bosquet nevű ember, majd 1846-ban Francis de Laporte de Castelnau is eljutott ide. Később a perui kormány megbízásából egy Torres nevű ember igyekezett felmérni a folyót: ő ekkor 300 km hosszúnak találta. 1867-ben a Napo nevű kis gőzható indult expedícióra a folyón.

## Képek

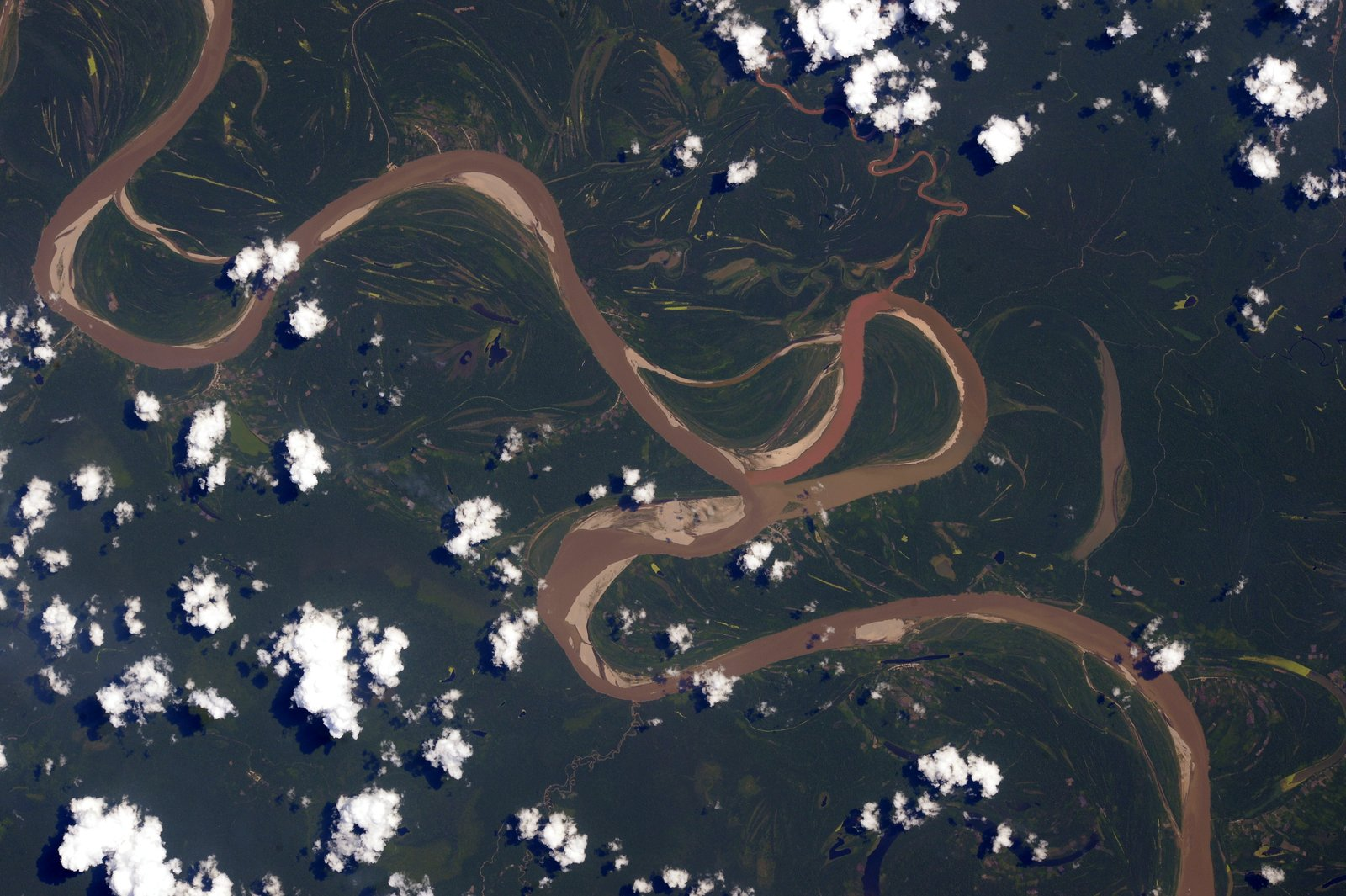
A kanyargó Ucayali
Csónak a folyón
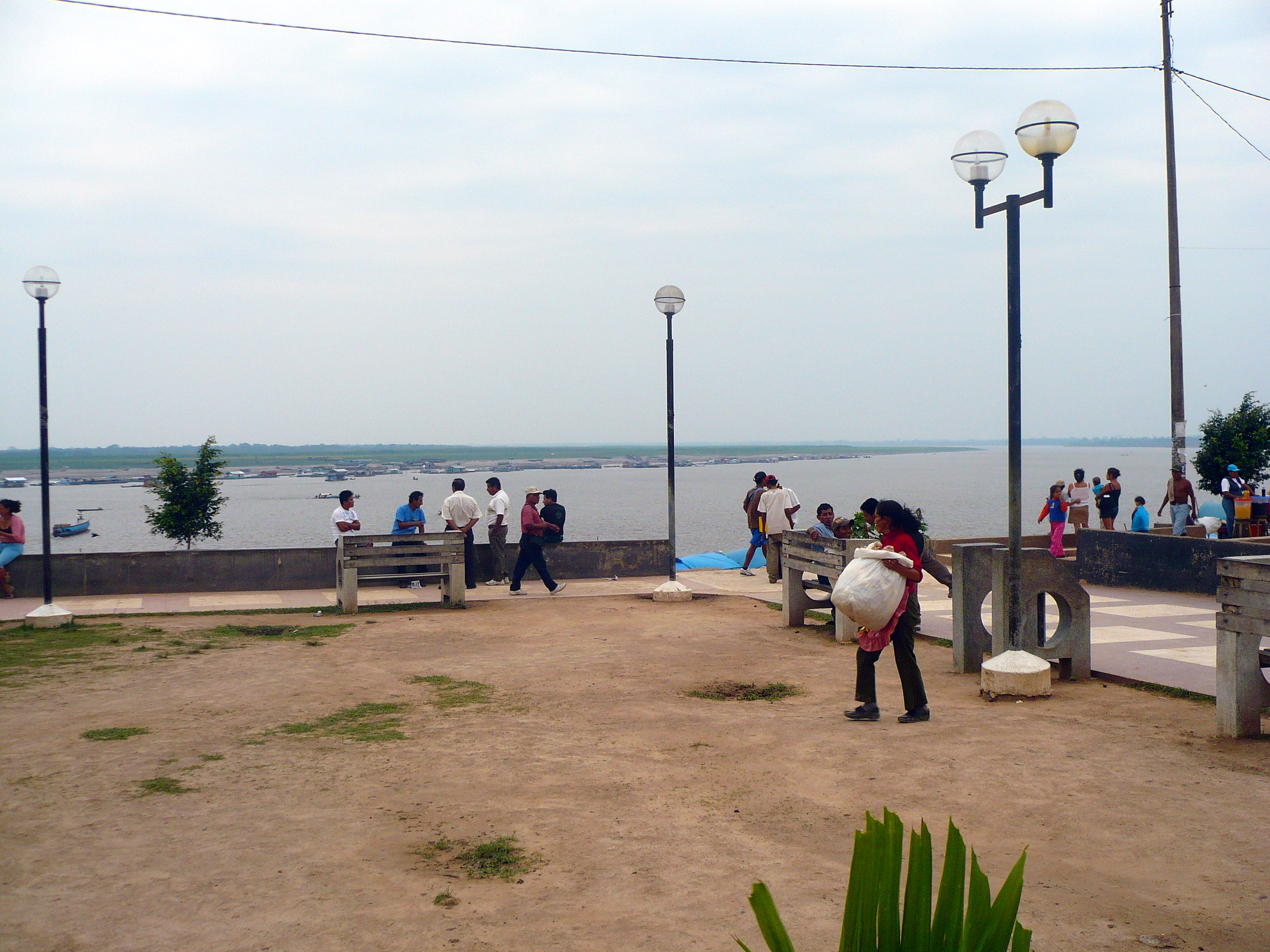
Az Ucayali Pucallpa városánál
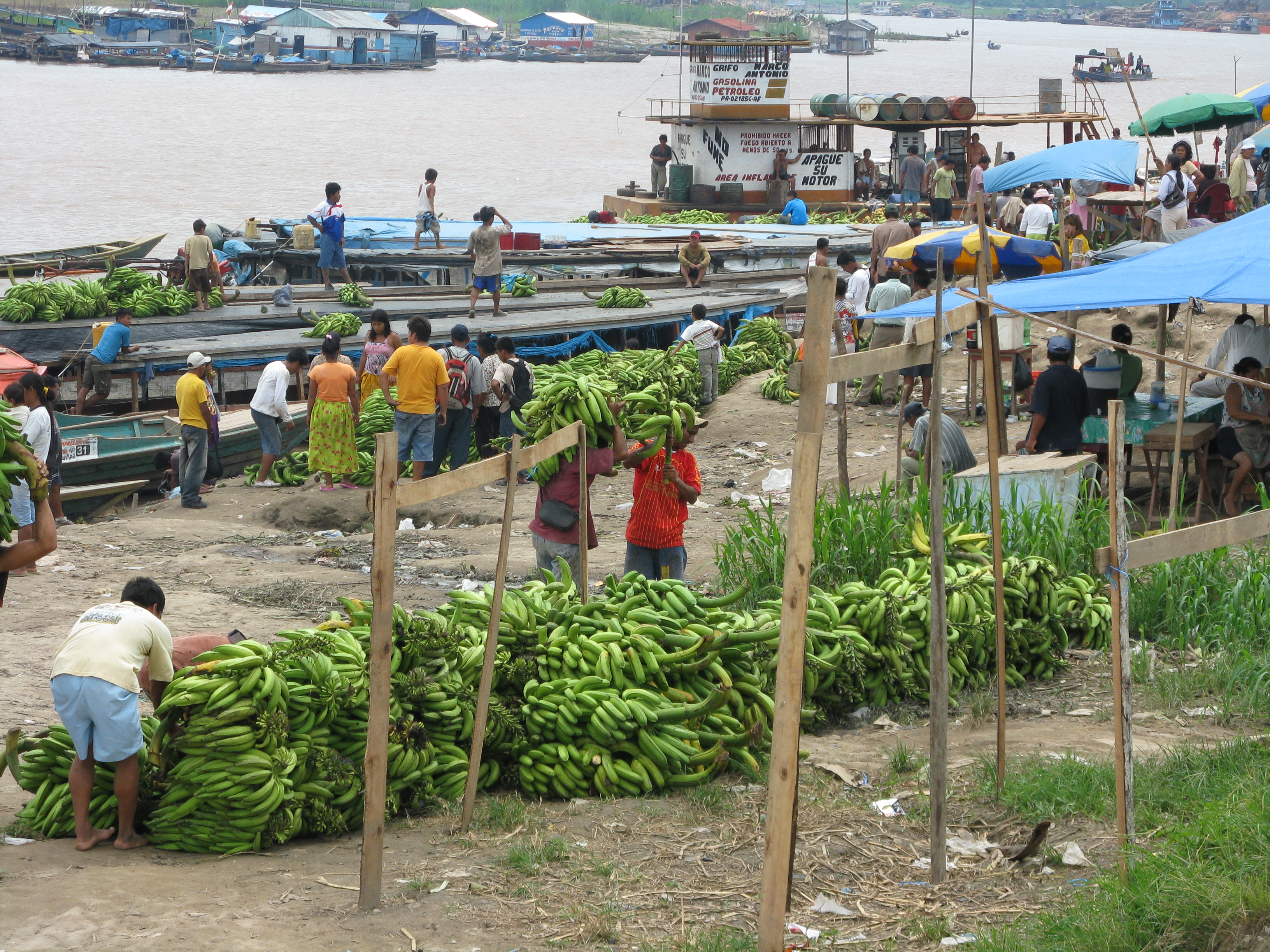
Pucallpánál